# Aromatičnost metala
Metalna aromatičnost je proširenje koncepta aromatičnosti, široko zastupljenog kod ugljovodonika, na metale. Prvi eksperimentalni dokazi o postojanju aromatičnosti u metalima su nađeni u aluminijumskim klasternim jedinjenjima tipa , gde M označava litijum, natrijum ili bakar. Ti anjoni se mogu formirati u gasovitom helijumskom gasu putem laserskog isparavanja aluminijum / litijum karbonatnog kompozita ili bakarne ili natrijum / aluminijumske legure, odvojeni masenom spektrometrijom i analizirani putem fotoelektronske spektroskopije. Evidencija za aromatičnost u tim jedinjenjima je bazirana na nekoliko postavki. Računarska hemija pokazuje da se ovi aluminijumski klusteri sastoje od tetranuklearne Al42- ravni i kontrajona na vrhu kvadratne piramide. —{Al}-42- jedinica je perfektno planarna i zadržava se u prisustvu kontrajona, pa čak i dva kontrajona u neutralnom jedinjenju . Proračuni pokazuju da je njegova HOMO dvostruko okupirani delokalizovani pi sistem, te stoga podleže Hikelovom pravilu. Eksperimentalne fotoelektronske vrednosti su u saglasnosti sa proračunima za neophodnu energiju za uklanjanje prva četiri valentna elektrona. 
D-orbitalna aromatičnost je prisutna u trinuklearnim volframskim W3O9- i molibdenskim  metalnim klasterima formiranim putem laserskog isparavanja čistih metala u prisustvu kiseonika u helijumskoj struji. U tim klusterima su tri metalna centra premoštena kiseonikom i svaki metal ima dva terminalna atoma kiseonika. Prvi signal u fotoelektronskom spektru odgovara uklanjanju valentnog elektrona sa najnižom energijom u anjonu, do neutralnog M3O9 jedinjenja. Ta energija je uporediva sa energijom volfram trioksida i molibden trioksida. Fotoelektrični signal je isto tako širok, što ukazuje na veliku razliku u konformacijama anjona i neutralnog molekula. Rezultati računarske hemije ukazuju da su  anjoni i  dianjoni idealni heksagoni sa identičnim dužinama veza između metala. 